# Baby (2002)
Baby ist ein Film aus dem Jahre 2002 von Philipp Stölzl. Der Film feierte am 2. Juli 2002 beim Filmfest München Premiere. Auch in Spanien wurde der Film gezeigt, 2003 wurde er dort erstmals öffentlich vorgeführt.

## Handlung
Bei einem Verkehrsunfall in den Niederlanden sterben die Frauen von Paul und Frank, die daraufhin zusammenziehen. Gemeinsam ziehen die beiden Franks Tochter Lilli groß. Die Männer verdienen ihr Geld unter anderem als Kleinkriminelle, was jedoch eines Tages im Debakel endet, als sie von einem Wachmann entdeckt werden. In Panik erschießen sie ihn.
Lilli bringt später einen jungen Mann namens Tommy mit nach Hause, den Frank wegen seiner schwarzen Hautfarbe aus der Wohnung wirft. Die beleidigte Tochter entschließt sich daraufhin, sich an ihrem Vater zu rächen und beginnt eine Beziehung mit dessen Freund Paul. Nachdem Lilli schwanger wird, tötet Frank Tommy, den er für den Vater seines Enkels hält, jedoch scheint Paul dieser Vater zu sein. Frank wird verhaftet und verurteilt, während Paul und Lilli vor Frank auf die niederländische Insel Texel fliehen. Doch Frank verfolgt sie.

## Hintergrund
- Der Film wurde vom 1. September 2001 bis zum 30. November 2001 in Deutschland und den Niederlanden gedreht.
- Erst am 26. Februar 2004 wurde der Film in den Kinos gezeigt.
- Anfangs war der Film nicht für Präsentationen gedacht, doch durch den Erfolg auf verschiedenen Filmfestivals entschied man sich letztlich doch noch, ihn im Kino zu präsentieren.
- Der Fernsehsender ARTE strahlte als erster Fernsehsender den Film am 1. März 2005 aus.
- Laut Stölzl wurde er von Marius Müller-Westernhagen motiviert, den Film zu drehen.

## Rezeption
Carsten Baumgardt schrieb auf FILMSTARTS.de, dass es sich bei Baby um ein „beachtliches Kinodebüt“ handele, in dem es Stölzl gelänge, die Charaktere ausgewogen genug darzustellen. Ebenfalls rechnete er dem Regisseur an, dass er die „ungewöhnliche Story“ nicht entgleisen ließ. Stölzl habe es möglich gemacht, den „White-Trash-Figuren“ genug Handlungsfreiheit zu lassen, um sich frei entfalten zu können. So habe die Figur des Frank trotz seiner zahlreichen negativen Eigenschaften einige „versöhnliche Charakterzüge“ erhalten und auch Paul, der durch seine Beziehung zu Lilli eher ins moralische Abseits gerät, könne man anmerken, dass er von Grunde auf gut sei. Baumgardt hielt dies für ein „seltenes Meisterstück“.

„Die NDR-Kinoproduktion «Baby» hat fast alles, was einen guten deutschen Film ausmacht. Ein solides Drehbuch, sehr gute Schauspieler und eine gute Atmosphäre.“